# شبه‌علم
شِبهِ‌علم (به انگلیسی: Pseudoscience) شامل گزاره‌ها، باورها یا اعمالی است که ادعا می‌کنند هم علمی و هم واقعی هستند، اما با روش علمی ناسازگار هستند. شبه علم اغلب با ادعاهای متناقض، اغراق‌آمیز یا غیرقابل ابطال مشخص می‌شود. تکیه بر سوگیری تأییدی به جای تلاش‌های جدی برای رد؛ عدم استقبال از ارزیابی توسط کارشناسان دیگر؛ عدم وجود شیوه‌های سیستماتیک هنگام ایجاد فرضیه‌ها؛ و تا مدت‌ها پس از بی اعتبار شدن فرضیه‌های شبه علمی به صورت تجربی ادامه یافت.

باور به بشقاب‌پرنده‌ها، طالع‌بینی، کف‌بینی، ستاره‌بینی (آسترولوژی)، استفاده از ۱۰ درصد مغز، انرژی‌درمانی، عرفان حلقه، کارما، دارما، تناسخ، بار اخلاقی گذاشتن روی انرژی (انرژی مثبت خوب و انرژی منفی بد) دورآگاهی، شعور مواد، عرفان کوانتومی، قانون جذب، طب سنتی، سابلیمینال، زمین تخت‌گرایی، تعبیر خواب، سنگ‌درمانی، تأثیرات خاص یوگا و مدیتیشن و هیپنوتیزم، چاکرا و چاکرا درمانی و بیداری کندالینی، چشم سوم، هومئوپاتی، هواپونوپونو، فنگ‌شویی و تئوری‌های توطئه در زمینه علم، نمونه‌هایی از باورهای شبه‌علمی هستند. از نمونه‌های شبه‌علم در زمینه دین هم می‌توان به باور به آفرینش‌گرایی، طراحی هوشمند، فواید علمی نماز و روزه برای بدن، طب اسلامی، اعجاز‌های علمی قرآن، ربط دادن تجربیات نزدیک به مرگ با ماوراءالطبیعه، تأثیرات فیزیکی چشم زخم، عوارض وحشتناک خودارضایی و روان‌شناسی اسلامی اشاره کرد.
شبه‌علم، خوراک نوشتاری بسیاری از مطبوعات عامه‌پسند موسوم به مجلات زرد را می‌سازد. مطالب و باورهای که شبه‌علم نام‌می‌گیرند عموماً با استفاده از شکل استدلال، بحث و واژگان مشابه با مباحث تخصصی علمی، به عنوان مطالعات علمی و ثابت‌شده ارائه می‌شوند اما در عمل، روش‌شناسی علمی ندارند و به انتخاب گزینشی نتایج، بیان اغراق‌آمیز یا دروغ‌پردازی متکی هستند.
در ایران نیز همانند کشورهای دیگر جهان، موارد شبه‌علم بدون ارزیابی دقیق رسانه‌های رسمی به عنوان دستاوردهای علمی واقعی گزارش می‌شود که ساخت موتورهای بدون سوخت، ویروس‌یاب مستعان و دیگر اختراعات غیرممکن از آن جمله است. بخشی از ترویج شبه‌علم در ایران از تریبون‌های رسمی، از جمله صداوسیما انجام می‌شود که در مواردی افرادی بدون صلاحیت علمی از این مطالب برای دفاع از مواضع سیاسی و مذهبی حکومت استفاده می‌کنند. اما آنچه رواج شبه‌علم در ایران را از بسیاری کشورها متمایز می‌کند نقش فعال رسانه‌های رسمی و مقام‌های عالی در آن است، تا جایی که محمود احمدی‌نژاد، رئیس‌جمهور سابق از تولید انرژی هسته‌ای در زیرزمین خانه یک دختر نوجوان ایرانی گفته بود. نمونه دیگر شبه‌علم، معرفی مستعان ۱۱۰ توسط سپاه پاسداران انقلاب اسلامی به عنوان دستگاهی که می‌تواند برای شناسایی لحظه‌ای ویروس کرونا از فاصلهٔ دور استفاده شود. این ادعا توسط انجمن فیزیک ایران، در دسته ادعاهای شبه‌علم دسته‌بندی شد.

## ریشه‌شناسی اصطلاح
واژه مانادانش نخستین بار در دینکرد پنجم یاد شده‌است. این واژه در زبان پارسیگ به دیسه «ماناگْ‌دانِشْنیه» (پارسی میانه: mʾnʾkdʾnšnyh - mānāgdānišnih) آمده‌است. در فرگرد بیست و چهارم، بند سی‌ام‌الف از همان کتاب آمده‌است:
«... در میان آنان دشمنانی هستند که فریفتار و گمراه کننده هستند که به جای دانایی، دانش دروغین و شبیه (=مانا) را و به نام باور گمراهی را که همانند راه (راست) است. ...»

## تاریخچه
تاریخچه شبه‌علم مطالعه بر روی تئوری‌های شبه‌علمی در طول زمان است. شبه‌علم عقایدی است که خود را به جای علم معرفی می‌کنند، در حالی که معیارهای کافی برای علم واقعی بودن را ندارند.
تشخیص دادن میان علم و شبه‌علم گاهی بسیار سخت می‌باشد. یک پیشنهاد برای تمایز بین این دو، معیار جعلی است، که بیشتر به کارل پوپر فیلسوف مربوط می‌شود. در تاریخچه علم و شبه‌علم ممکن است تمایز بین این دو بسیار دشوار باشد، زیرا بعضی از علوم مشتقی از شبه‌علم‌ها هستند. به عنوان مثالی برای این دگرگونی می‌توان به علم شیمی اشاره کرد، که خاستگاه آن در مطالعات کیمیاگری شبه‌علم یا پیش‌علم ریشه دارد.
تنوع بسیار گسترده در شبه‌علم‌ها باعث سردرگمی بیشتر در تاریخچهٔ علم می‌گردد. برخی شبه‌علم‌های امروزی، همچون اختربینی و طب سوزنی، پیش از عصر علمی ریشه‌گرفته‌اند. مابقی به عنوان بخشی از ایدئولوژی‌ای، همچون لیسنکوئیسم، یا به عنوان پاسخی به تهدیدهای ادراک شده نسبت به ایدئولوژی‌ای توسعه یافته‌اند. مثال‌های این فرایند ایدئولوژیکی علم آفرینش و طراحی هوشمند می‌باشند، که در پاسخ به تئوری علمی فرگشت توسعه یافته‌اند.

## تعاریف
در گزارشی سینگر و بناسی (۱۹۸۱) اینگونه نوشتند که عقاید شبه‌علمی ریشه در حداقل یکی از منابع زیر دارند.
- اشتباهات شناختی رایج از تجربیات شخصی
- پوشش نادرست رسانه‌های جمعی.
- عوامل اجتماعی فرهنگی.
- آموزش علمی ضعیف یا نادرست.

یکی دیگر از مطالعات آمریکایی (ایو و دان، ۱۹۹۰) از یافته‌های سینگر و بناسی حمایت کرد و باورهای شبه‌علمی را به وسیلهٔ معلمان علوم انسانی و دبیرستان به دست آورد.

### روان‌شناسی
روان‌شناسی علم شبه تلاش می‌کند تا تفکر شبه‌علمی را با تفسیر کامل در ایجاد تمایز بین علم و شبه‌علم مورد بررسی قرار دهد.

## سیاست‌ها، سلامت و آموزش و پرورش

### معانی سیاسی
سرحد مشکلات بین علم و شبه‌علم باعث به وجود آمدن بحث در قلمرو علمی، فلسفی و سیاسی می‌شود. برای مثال ایمره لاکاتوس به حزب کمونیسمی هیئت حاکمه اتحاد جماهیر شوروی اشاره می‌کند، که اظهار به شبه‌علم بودن قوانین وراثت مندل داشت و از آن دفاع می‌کرد، که دانشمندانی شناخته شده همچون نیکولای وویلوف، به گولاگ فرستاده شده بودند که «تأسیس لیبرال غرب» انکار کننده آزادی بیان در موضوعاتی که به عنوان علوم شبه به‌شمار می‌آید، بود. مخصوصاً در مواردی که آنها علیه تجارب اجتماعی مبارزه می‌کنند.
زمانی که علم نتواند از ایدئولوژی تمیز گردد، دانشمندان اطلاعات غلطی را برای تبلیغ یا ترویج توجه به تبلیغ مشتبه می‌کنند. زمانی که سیاستمداران، روزنامه نگاران و نخبگان روشنفکر ملت، حقایق علمی را برای بهره‌مندی کوتاه مدت سیاسی تحریف می‌کنند، یا هنگامی که افراد قدرتمند از طریق علم و دانش، با یکدیگر مرتبط می‌شوند. این عقاید باعث کاهش نفوذ، اهمیت، کمال، و استقلال علم در جامعه می‌گردد.

## معانی سلامت و آموزش و پرورش
متمایز کردن علم از شبه‌علم ملزم به داشتن مفاهیم کاربردی در شاخه‌های سلامت و مراقبت، گواهی کارشناس، سیاست‌های زیست‌محیطی، و آموزش‌های علمی است. راه‌های درمانی با زنگار در مفاهیم علمی که در واقع آزمایش علمی غیرواقعی است و ممکن است برای بیماران، درمان کنندگان، بیمه کننده گان، تصمیم گیرندگان دولت و عموم مردم اتخاذ کردن تصمیم نادرست، ناکارآمد، پرهزینه و حتی خطرناک باشد.

## تمیز علم از شبه‌علم
فیلسوفان علم کوشش‌های فکری بسیاری کرده‌اند تا بتوانند معیاری برای تفکیک علم از شبه‌علم پیدا کنند. حتّیٰ راجع به این موضوع بحث کرده‌اند که آیا اساساً چنین معیاری وجود دارد یا نه؟
یکی از اهداف رشتهٔ فلسفه علم، تشخیص نظریات و روش‌های علمی از روش‌های غیرعلمی است. برای نمونه برخی از نظریه‌پردازان در حوزهٔ فلسفهٔ علم مانند کارل پوپر بر این باورند که یکی از معیارهای تمیز علم از شبه‌علم، ابطال‌پذیری مدعیات مطرح شده‌است. گزاره‌های شبه‌علمی معمولاً ابطال‌ناپذیر هستند، در حالی که مدعاهای علمی ابطال‌پذیرند. ریشهٔ بسیاری از باورهای شبه‌علمی، برقراری اشتباه ربط‌های غیرمنطقی است و همچنین تلاش برای صورت‌بندی یک رابطهٔ علّت و معلول دروغین؛ مثلاً باور به ربط بین وقوع زلزله و پروژهٔ هارپ

### نشانه‌های شبه‌علم
روبرت پارک ۷ نشانهٔ هشداردهنده برای شبه‌علم معرفی می‌کند که در ضمن به گفتهٔ وی می‌توان آن‌ها را در ادعاهای طب سنتی نیز یافت:
- فرار به رسانه: اصحاب شبه‌علم، ادّعاهای خود را مستقیماً به رسانه‌های گروهی می‌برند. صحّت و سلامت علم، وابسته به آن است که هر کشف تازه، در ابتدا به همتایان عرضه و توسّط ایشان نقد شود. وجود ژورنال‌هایی دارای مرور همتا دقیقاً برآوردگار همین مقصود است. امّا اصحاب شبه‌علم این مرحله را دور می‌زنند و یافته‌ها و بافته‌های خود را مستقیماً به رسانه‌های عمومی می‌برند.
- توطئه‌اندیشی: اصحاب شبه‌علم مدّعی هستند که بسیاری از نهادهای دارای قدرت و ثروت، در حمایت از علم رسمی و آکادمیک قرار گرفته‌اند و با توطئه و حق‌کشی مانع از ابراز وجود و ارائهٔ یافته‌های ایشان می‌شوند.
- تکیه بر همهمه به جای پیام: شبه‌علم بر یافته‌های اتّفاقی که در اندازه‌گیری‌های علمی وجود دارند (و بهترین نمودار آن‌ها در پزشکی، اثر دارونما ست) تکیه می‌کنند و با ترفندهای آماری سعی می‌کنند که به جای پیام، همهمه را عمده‌سازی کنند و به نتیجه‌گیری‌های غیرمنطقی برسند. یافته‌های علمی ایشان مبتنی بر تغییرات تصادفی و یافته‌های مرزی «اتّفاقی» در مطالعه‌هاست.
- تکیه بر تک‌نگاری تجربه‌های شخصی: نقل تجربه‌های شخصی به‌صورت تک‌نگاری ادعاها، راه زنده ماندن خرافات در عصر علم تجربی بوده‌است. از همین روست که می‌گویند: «کشف بزرگ علم تجربی نه واکسن بوده‌است و نه آنتی‌بیوتیک، بلکه کارآزمایی تصادفیِ دوسوکور بوده‌است!». درحالی‌که علم پزشکی، از طریق شواهد و «داده‌ها» پیشرفت می‌کند، نه از راه مدعیات ذهنی و فردی. شبه‌علم اما افرادی را می‌آورد تا جلوی ما بنشینند و بگویند که مدعیات آن‌ها را «شخصاً تجربه کرده‌اند».[۱۸]
- تکیه بر قدیمی و باستانی بودن ادعا: اهالی شبه‌علم بر این مدعا تکیه می‌کنند که صدها و بلکه هزاران سال پیش، باور مورد ادعای ایشان رواج داشته و مورد تأیید بزرگانی بوده‌است و به درست یا غلط از شخصیت‌های قدیمی شهیر یا مورد احترام، برای تأیید خود نقل قول می‌آورند.
- کار در انزواء: اصحاب شبه‌علم معمولاً در انزواء کار می‌کنند. شفافیت را برنمی‌تابند و یافته‌های خود را نیز معمولاً در مجامع و همایش‌ها و رسانه‌های ویژهٔ خودشان مطرح می‌کنند.
- طرح کردن قوانین تازه برای طبیعت: اصحاب شبه‌علم برای آنکه یافته‌ها و مشاهده‌های ادعایی خود را توجیه کنند، «قوانین» تازه و بدیعی را برای طبیعت پیشنهاد می‌کنند.

### علمی بودن
راه دیگر تمیز علم از شبه‌علم وجود امکان راستی‌آزمایی آن است. به این معنا که یک استدلال، امکان بررسی نقّادانه را داشته باشد. برای نمونه، فرض کنید ادّعا می‌شود درون هر تخم‌مرغ، قورباغه‌ای وجود دارد، ولی اگر تلاشی برای مشاهدهٔ درون آن، چه از راه شکستنش و چه از راه اشعهٔ X انجام شود، قورباغه تغییر ماهیت می‌دهد. این مدّعا قابل بررسی و راستی‌آزمایی نبوده و به همین علّت علمی نیست. به همین سبب حتّیٰ برخی تاریخ را علم تلقّی نمی‌کنند، چرا که امکان راستی‌آزمایی دقیق آن وجود ندارد. البتّه در کنار آن تاریخ تحلیلی با به‌کارگیری شیوه‌های خاص خود، این مسئله را جبران می‌کند.

### قابلیت تکرار
راه دیگر بررسی علمی بودن یک پدیده، امکان تکرار آن است. برای نمونه وقتی دربارهٔ مسئله‌ای ادّعایی صورت می‌گیرد، صرف نظر از دقّتی که برای رخ دادن آن صرف شده، باید بتوان مجدّداً به نتایج نسبتاً ثابتی رسید.

### مفاهیم مرتبط
- ضد علم
- خوش‌باوری
- فهرست موضوعات مشخص شده به عنوان شبه‌علم
- نه حتی غلط

### عبارات مشابه
- علم فرمایشی
- شبه‌ریاضیات

### دیگر جستارها
- علم‌گرایی
- فلسفه علم
- نژادگرایی علمی
- فلسفه تحلیلی
- شبه‌تاریخ
- فهرست تصورات نادرست متداول
- فهرست موضوعات مشخص‌شده به عنوان شبه‌علم